# 탕크레두 네베스
탕크레두 지 알메이다 네베스(포르투갈어: Tancredo de Almeida Neves, 1910년 3월 4일~1985년 4월 21일)는 브라질의 정치인으로 브라질 제6공화국의 초대 대통령 겸 31대 브라질 대통령을 지냈다.
상주앙델헤이 출신으로 1985년 1월 국회 의원을 중심으로 하는 간접 선거에서 브라질 민주운동당 후보로 당선되어 74세의 나이로 대통령에 취임했으며, 그해 3월 14일 교회에서 열리던 미사 때 오래전부터 찾아온 소화불량으로 쓰러져 브라질리아에 위치한 어느 병원으로 이송되었다. 7차례의 내장기관 절개 수술을 받았지만, 5주 후 상파울루에서 사망하였다.

## 역대 선거 결과
| 선거명      | 직책명          | 대수 | 정당             | 득표율 | 득표수 | 결과 | 당락 |
| ----------- | --------------- | ---- | ---------------- | ------ | ------ | ---- | ---- |
| 1985년 선거 | 브라질의 대통령 | 31대 | 브라질민주운동당 | 72.73% | 480표  | 1위  |      |